# Adams (Nebraska)
Adams es una villa ubicada en el condado de Gage en el estado estadounidense de Nebraska. En el Censo de 2010 tenía una población de 573 habitantes y una densidad poblacional de 379,48 personas por km².

## Geografía
Adams se encuentra ubicada en las coordenadas 40°27′32″N 96°30′27″O / 40.45889, -96.50750. Según la Oficina del Censo de los Estados Unidos, Adams tiene una superficie total de 1.51 km², de la cual 1.51 km² corresponden a tierra firme y (0%) 0 km² es agua.

## Demografía
Según el censo de 2010, había 573 personas residiendo en Adams. La densidad de población era de 379,48 hab./km². De los 573 habitantes, Adams estaba compuesto por el 99.65% blancos, el 0% eran afroamericanos, el 0% eran amerindios, el 0.17% eran asiáticos, el 0% eran isleños del Pacífico, el 0% eran de otras razas y el 0.17% pertenecían a dos o más razas. Del total de la población el 0.7% eran hispanos o latinos de cualquier raza.